# CS Otopeni
CS Otopeni is een Roemeense voetbalclub uit Otopeni.

## Geschiedenis
De club werd opgericht in 2001. Drie jaar later bereikte de club de Divizia B, de tweede nationale divisie. In 2008 bereikte de club zelfs de Liga 1, het hoogste niveau in Roemenië. Doordat hun stadion niet voldeed aan de normen voor eerste klasse, moest Otopeni haar thuiswedstrijden afwerken in Ploiești. Na één seizoen degradeerde de club weer naar de Liga 2. In de zomer van 2013 werd de club ontbonden.

## Eindklasseringen
| Seizoen   | №  | Clubs | Divisie   | Duels | Winst | Gelijk | Verlies | Doelsaldo | Punten |
| --------- | -- | ----- | --------- | ----- | ----- | ------ | ------- | --------- | ------ |
| 2004-2005 | 3  | 16    | Divizia B | 30    | 18    | 5      | 7       | 51-27     | 59     |
| 2005-2006 | 4  | 16    | Divizia B | 30    | 15    | 9      | 6       | 38-22     | 54     |
| 2006-2007 | 7  | 18    | Liga II   | 34    | 14    | 9      | 11      | 38-30     | 51     |
| 2007-2008 | 2  | 18    | Liga II   | 34    | 21    | 6      | 7       | 74-43     | 69     |
| 2008-2009 | 17 | 18    | Liga I    | 34    | 5     | 7      | 22      | 32-54     | 22     |
| 2009-2010 | 6  | 18    | Liga II   | 32    | 15    | 8      | 9       | 59-40     | 50     |
| 2010-2011 | 6  | 16    | Liga II   | 30    | 14    | 4      | 12      | 35-38     | 46     |
| 2011-2012 | 12 | 16    | Liga II   | 30    | 10    | 5      | 15      | 37-44     | 35     |
| 2012-2013 | 4  | 16    | Liga II   | 24    | 12    | 5      | 7       | 37-27     | 41     |

## Bekende ex-spelers
- Daré Nibombe
- Ilko Pirgov
- Kallé Soné
- Atte-Oudeyi Zanzan

## Bekende ex-trainers
- Liviu Ciobotariu